# Milton (Washington)
Milton az Amerikai Egyesült Államok északnyugati részén, Washington állam King és Pierce megyéiben elhelyezkedő város. A 2010. évi népszámlálási adatok alapján 6968 lakosa van.

## Éghajlat
A város éghajlata mediterrán (a Köppen-skála szerint Csb).
| Hónap                         | Jan. | Feb.  | Már. | Ápr. | Máj. | Jún. | Júl. | Aug. | Szep. | Okt. | Nov.  | Dec.  | Év    |
| ----------------------------- | ---- | ----- | ---- | ---- | ---- | ---- | ---- | ---- | ----- | ---- | ----- | ----- | ----- |
| Rekord max. hőmérséklet (°C)  | 18,9 | 20,0  | 25,0 | 27,8 | 33,3 | 33,9 | 33,9 | 33,9 | 31,7  | 27,8 | 21,7  | 20,0  | 33,9  |
| Átlagos max. hőmérséklet (°C) | 8,9  | 10,6  | 13,3 | 15,6 | 18,9 | 22,2 | 25,0 | 25,0 | 21,7  | 16,1 | 11,7  | 8,3   | 16,5  |
| Átlagos min. hőmérséklet (°C) | 2,8  | 2,8   | 4,4  | 6,1  | 8,9  | 11,7 | 13,3 | 13,3 | 11,1  | 7,8  | 4,4   | 2,2   | 7,4   |
| Rekord min. hőmérséklet (°C)  | −8,3 | −11,7 | −9,4 | −1,7 | 1,1  | 2,8  | 7,2  | 5,0  | 1,1   | −3,3 | −15,0 | −14,4 | −15,0 |
| Átl. csapadékmennyiség (mm)   | 151  | 102   | 103  | 76   | 54   | 40   | 17   | 21   | 33    | 94   | 170   | 140   | 1001  |
| Forrás: The Weather Channel   |      |       |      |      |      |      |      |      |       |      |       |       |       |

## Népesség
A 2010-es népszámláláskor a városnak 6968 lakója, 2901 háztartása és 1834 családja volt. A népsűrűség 967,8 fő/km2. A lakóegységek száma 3081, sűrűségük 421,9 db/km2. A lakosok 82,9%-a fehér, 3,1%-a afroamerikai, 1,2%-a indián, 5,1%-a ázsiai, 0,8%-a a Csendes-óceáni szigetekről származik, 1,7%-a egyéb, 5,2%-a pedig kettő vagy több etnikumú. A spanyol vagy latino származásúak aránya 5,4% (   )
A háztartások 33,1%-ában élt 18 évnél fiatalabb. 44,5% házas, 13,5% egyedülálló nő, 5,2% egyedülálló férfi, 36,8% pedig nem család. 28,3% egyedül élt; 10,3%-uk 65 éves vagy idősebb. Egy háztartásban átlagosan 2,4 személy élt; a családok átlagmérete 2,95 fő.
A medián életkor 36,7 év volt. A város lakóinak 23,4%-a 18 évesnél fiatalabb, 9,3% 18 és 24 év közötti, 28,9%-uk 25 és 44 év közötti, 26,5%-uk 45 és 64 év közötti, 12%-uk pedig 65 éves vagy idősebb. A lakosok 47,7%-a férfi, 52,3%-a pedig nő.

## Közlekedés
A város közösségi közlekedését a Pierce Transit biztosítja.